# Beeston HC
Beeston Hockey Club is een Engelse hockeyclub uit Nottingham.
De club speelt bij de heren in de English Hockey League en neemt deel aan de Euro Hockey League 2009/2010.